# OrascomCement
 (décembre 2021).
OrascomCement ou Orascom Cement est une entreprise de cimenterie égyptienne, rachetée par le groupe Lafarge qui en a fait l'une de ses filiales.

## Présentation
OrascomCement est no 1 sur le marché du ciment en Égypte, Algérie, Émirats arabes unis et Irak et occupe une place stratégique en Arabie saoudite, en Syrie et en Turquie. L'entreprise est également présente en Afrique du Sud, au Nigeria, au Pakistan et en Corée du Nord.
L'entreprise dispose de 10 usines devrait avoir en 2010 une capacité cimentière de 45 millions de tonnes contre 35 millions en 2008.

## Histoire
- 1999 : la compagnie Egyptian Cement Company est mise en bourse au Caire et à Alexandrie
- 2003 : Algerian Cement Company est créée
- 2004 : OCI investit dans la Pakistan Cement Company, la Tasluja cement factory en Irak et l'entreprise Belge BESIX.
- 2005 : OCI investit dans les entreprises United Cement Company of Nigeria, Ciment Blanc d’Algerie, Emirates Cement Company, Cementos La Parrilla en Espagne, Egyptian Basic Industries Corporation et Pakistan Cement Company.
- 2006: OCI investit cette fois dans Egyptian Sack Company, Van Cement plant en Turquie et Grupo GLA en Espagne.
- 2007 : OCI s'engage sur les entreprises Al Safwa Cement Company en Arabie saoudite, Samba SPA et Sorfert Algeria en Algérie, Syrian Cement Company en Syrie, Sangwon Cement en Corée du Nord, Mafikeng Cement Company en Afrique du Sud et Egyptian Fertilizer Company en Égypte. 
Le 10 décembre, le groupe Lafarge annonce sa volonté d'acquérir Orascom Cement[1]. Orascom Cement, coté à la Bourse du Caire était alors détenu à 100% par Orascom Construction Industries (OCI), disposait de 10 usines dans des marchés en croissance des marchés émergents et employait (dans plus de 20 pays) plus de 40 000 personnes pour ses 3 activités principales : Ciment, Construction et Engrais[1].
- 23 janvier 2008 : Orascom Cement, la division ciment du groupe égyptien Orascom Construction Industries, est achetée par le groupe Français Lafarge pour 8,8 milliards d'euros[1]. Nassef Sawiris, membre de la famille fondatrice du conglomérat Orascom, et président d'Orascom Cement[2]prend une participation de 11,4 % dans le groupe français ainsi que deux sièges au conseil d'administration. Cette année plusieurs nouvelles usines démarrent début aux Emirats-Arabes-Unis et en Algérie et d'autres sont en construction en Arabie-Saoudite, en Syrie et au Nigeria.